# Маримба
Маримба (на английски: marimba; на немски: marimbapho; на френски: marimbaphone; на италиански: marimbafono) е музикален перкусионен инструмент от групата на пластинковите инструменти.
Римба на африканския език банту (характерен за Мозамбик и Малави) означава дървена пластина или инструмент с пластина. Ма е префикс, използван за множествено число. Ето защо думата „маримба“ се използва за обозначаване на инструмент с няколко пластини.

## Устройство
Пластини
Маримбата се състои от дървени пластини с различна големина, подредени по височина от ниски към високи в хроматичен ред (така както са подредени клавишите на пианото) върху дървена рамка във формата на трапец с две вътрешни прегради разположени по дължината ѝ.
За да бъдат закрепени пластините, те имат дупки в двата си края, през които минава струна, корда или памучен шнур, който е опънат върху прагчета, разположени върху горната част на рамката на инструмента. Така всяка една дървена пластина има прагчета в двата си края, които я отделят от пластините в съседство.
По този начин всяка една от пластините виси свободно във въздуха и не се опира в нищо. Това ѝ позволява да трепти и вибрира, когато бъде ударена със специално изработени за целта палки.
Резонатори
Получените трептения и вибрации са сравнително слаби и нефокусирани. За целта под всяка пластина има разположен резонатор, който ги усилва и концентрира. Така се получава характерният звук на маримбата. Резонаторите представляват алуминиеви тръби с „тапа“ в долния си край.
Рамка на инструмента
Инструментът има дървена рамка във формата на трапец с две вътрешни прегради разположени по дължината ѝ и четири крака с колелца, което позволява да бъде разположен на земята и лесно да се мести от едно място на друго.
Регулиране на височината
В миналото маримбите са били с фиксирана височина което е създавало проблеми на изпълнителите с различен ръст, най-старите модели и фолклорните разновидности са били стационарни – без крака и резонатори, съвременните инструменти имат механизъм позволяващ промяна на позицията на инструмента спрямо изпълнителя към по-високо или по-ниско.
Регулиране на резонаторите
Съвременните инструменти имат резонатори на които „тапата“ в долния край на всяка тръба, може да бъде местена посредством винтов механизъм с 4 степени. По този начин може да бъде регулиран звука и тембъра на маримбата, когато има промени във влажността и температурата на помещението в което се намира.

## Историческо развитие
С миграциите на първите заселници от Африка в Южна Америка се слага началото на културен обмен, много от африканските музиканти пренасят фолклорния пластинков инструмент балафон в Мексико и районите на Гватемала и Чипа. Мексиканците използват за прототип балафона и създават свой собствен инструмент като запазват характерния му бръмчащ звук използвайки резонатори с кожа в горния си край. Семейства и родове стават маримбисти. Традициите в употребата на този инструмент са толкова сериозни, че жителите на Гватемала възприемат маримбата като свой национален инструмент. В началото на 20 век много от мексиканските фолклорни групи правят турнета из САЩ, представяики своята музика и култура. Джон К. Деаган, собственик на фирма за производство на ударни инструменти, решава да направи свой собствен инструмент по подобие на популярните по това време мексикански инструменти. Проектът, които Деаган създава се налага като стандарт за производството на оркестрови маримби. През 1980 г. по предложение на Кейко Абе маримбите започват да се произвеждат с по-широки пластини и диапазон от пет октави.

## Звукова характеристика
Маримбата има нисък, басов, продължително разливащ се звук.

## Диапазон на инструмента
Съвременните маримби имат диапазон от 5 октави (C-c4). Старите инструменти варират от 3 1/4 до 4 октави в зависимост от модела и фирмата производител.
Фолклорните маримби, от които е заимствана идеята за конструирането на днешните оркестрови инструменти, варират според региона, в който се използват, от 3 – 4 тона до 1 1/2 октава.
Друг вариант на маримбата е така наречената ксиломаримба която обхваща диапазона на ксилофона и маримбата.

## Начин за настройване
За повишаване на тона се скъсява външният край на пластината, за понижаване на тона се издълбава (или изпилява) сводът на пластината в задната и част. Колкото по-къса става пластината, толкова по-високо започва да звучи; колкото по-тънък свод има, толкова по-ниско звучи.
От 1927 година насам при маримбите се настройват както основният тон, така и съответният хармоничен. В музикалната практика това е по-известно като „октавово настройване“, въведено от Хърман Уинтърхоф.

## Употреба
Маримбата се използва като солов, камерен и оркестров инструмент, в симфоничен оркестър и в джаза.

## Нотиране
Маримбата е нетранспониращ (реално звучащ) инструмент и се нотира на G (виолинов) ключ когато е на едно петолиние; и на G (виолинов) ключ и F (басов) ключ когато е на две петолиния.

## Палки
Изпълнителите, които свирят на този инструмент, използват 2 палки, когато изпълняват мелодична линия, и до 4 
палки, когато изпълняват акорди в многогласни произведения.
Палките за маримба се състоят от накрайник във формата на топче, изработено от каучук и дръжка под формата на дълга тънка пръчка, най-често от ратан или дърво.
Палките за маримба се делят на два основни вида – наплетени и ненаплетени.
Накрайникът на наплетените палки е обвит с намотана прежда, а на ненаплетените се изработва от много мек каучук, което не позволява при удар звука да бъде остър или да се предизвикват странични шумове. Размерът на всеки накрайник е 2,3 – 3,3 см в диаметър, а дължината на дръжките е 31 – 35 см.
Формата на накрайниците на палките за маримба е основно два вида: кръгла и елипсовидна.
Причината за наплитането на палките за вибрафон и маримба са звуковите изисквания, които изпълнители и композитори имат по отношение на „атаката на тона“ – съответно ако накрайника е не наплетен – твърда атака и наплетен – мека атака.
По отношение на звука палките се разделят най-общо на силни, средни и тихи, като фирмите-производителки правят освен тези три основни вида и много междинни варианти.

## Техники на звукоизвличане
Единични тонове – най-често такива тонове се изписват с половини или цели ноти, понякога с корона или дъгичка над нотата, което означава, че тонът трябва да бъде оставен свободно да звучи, докато постепенно естествено заглъхне.
Парадидли – изпълненията на парадидли и многократни повторения на тона са възможни, стига те да не бъдат в прекалено бързо темпо тъй като това води до туширане на пластината.
Трилер – трилерът е характерен основно за свиренето на транскрипции по барокови произведения за маримба, в съвременната музикална литература е по рядко използван; изглежда като бавно тремоло между 2 различни тона.
Тремоло – тремолото е най-естествения начин при маримбата за получаване на продължителен тон; постига се с бързо редуване на ръцете, при много бързо темпо еденичните удари стават трудно уловими за човешкото ухо, благодарение на това у слушателя се създава усещането за един продължителен тон (а не множестово единични удари); при най-новите модели инструменти в ниския регистър не се изисква висока скорост на тремолото тъй като пластините отзвучават повече.
Стоп-шлаг – удар, при който палката остава върху пластината без да и бъде дадена възможност да отзвучава; звукът е много кратък, подобно на стакато.
Глисандо – глисандото е популярен ефект при маримбата. Става с триене на палките възходящо и нискодящо по целия гриф на инструмента или по зададен основен тон. Глисандото, изпълнено върху втория ред пластини звучи пентатонично.
Резонанс-глисандо – получава се, като с едната палка се удря в центъра на пластината над резонатора, а другата се поставя притисната там, където преминават кордите на маримбата, като постепенно се приближава към центъра. Полученото глисано е с размер до интервал голяма секунда.
Легато – използвайки отзвучаването на пластините, се постига преливане на ударите един в друг; може и с използване на тремоло.
Стакато – щрих стакато идва съвсем естествено при маримбата предвид краткотрайното отзвучаване на този инструмент; за получаването на стакато или „secco“ ефект и по-голяма релефност изпълнителите използват отсечени и придържани удари, a в някои случаи и стоп-шлаг.
Лък – понякога в класическите произведения, когато се търсят различни сонорни ефекти, се използва лък от контрабас, като звукоизвличането става с триене на лъка по ръба на пластините.
Акордова техника – когато акордите не са в арпежиран вид, се изисква употребата на повече от две палки. Най-често изпълнителите използват 4 или 6 палки (по 2 във всяка ръка или съответно по 3 във всяка ръка) и по рядко 8 палки (по 4 във всяка ръка). В миналото са се използвали 3 палки, като дясната ръка държи 2 палки, а лявата – 1 палка.
Първият публикуван материал даващ теоретични обяснения как да се използва акордова техника при пластинковите инструменти е публикуван през 1922 година в Чикаго от асоциацията „Училище за вибрафон“.
Акордовата техника набира популярност в края на 1970-те години, като става емблематична за свиренето на вибрафон и маримба. Днес има редица школи и учебници, в които са изложени основните позиции при акордовата техника и комбинации от тях.

## Постановка
Постановка с 2 палки – използва се класическата постановка (дланите на ръцете са обърнати надолу към пластините), както е при всички пластинкови инструменти.
Постановка с 4 палки – използват се 5 вида постановки, вариращи не само в зависимост от предпочитанията на изпълнителя, но и от региона и културните различия: „Класическа“, „Мъсер“, „Стивънс“, „Бъртън“, „М. Майнери“
Постановка с 6 палки – използа се за основа постановката с 4 палки, като между външната и вътрешната се поставя по допълнителна във всяка ръка; използва се постановка „Бъртън“ или „класическата“ постановка; сред най-активно свирещите с 6 палки маримбист е Кейко Абе.
Постановка с 8 палки – използва се основно постановката на Лудвиг Албърт.

## Звукови комбинации
- Маримба и струнни инструменти
- Маримба и дървени духови инструменти
- Маримба и медни духови инструменти
- Маримба и ударни инструменти
- Маримба и мембранофонни
- Маримба и ксилофон
- Маримба и вибрафон
- Маримба и глокеншпил

## Репертоар
- Два мексикански танца, Гордън Стаут
- Вариации върху японски детски песнички, Кейко Абе
- Концерт за маримба, вибрафон и оркестър, Дариус Мийо
- Концерт за маримба и оркестър, Андерс Копел
- Концерт за маримба и оркестър, Емануел Сежурне